# Луций Манлий Ацидин Фулвиан
Луций Манлий Ацидин Фулвиан (на латински: Lucius Manlius Acidinus Fulvianus) e политик на Римската република през 2 век пр.н.е.

## Биография
Произлиза от фамилията Фулвии. Син е на Квинт Фулвий Флак и Сулпиция. Вероятно е осиновен от Луций Манлий Ацидин от фамилията Манлии Ацидин и е рожден брат на съ-консула си Квинт Фулвий Флак.
През 188 пр.н.е. той е претор и получава провинция Близка Испания. За победата си против келтиберите получава овация. През 183 пр.н.е. е пратеник в Нарбонска Галия. През 181 пр.н.е. организира колонията Аквилея заедно с консулите Публий Корнелий Сципион Назика и Гай Фламиний. През 179 пр.н.е. Манлий е избран за консул заедно с брат си Квинт Фулвий Флак.